# Корни (Бакау)
Корни (рум. Corni) насеље је у Румунији у округу Бакау. Oпштина се налази на надморској висини од 227 m.

## Становништво
Према подацима из 2011. године у насељу је живело 2630 становника.